# Berlin-Grunewald
Grunewald is een stadsdeel in het Berlijnse district (Bezirk) Charlottenburg-Wilmersdorf. Het gebied werd vernoemd naar het gelijknamige bos. 

## Ligging
Grunewald grenst in het noorden en oosten aan de wijken Westend, Halensee en Schmargendorf en in het zuiden aan Dahlem, Zehlendorf en Nikolassee van het district Steglitz-Zehlendorf. In het westen vormt de Havel de natuurlijke grens van Grunewald. 

## Geschiedenis
De wijk werd aan het einde van de negentiende eeuw bebouwd, veelal met grote villa's. Er werden ook enkele kunstmatige meren uitgegraven (Hubertussee, Herthasee, Koenigssee en Dianasee). In 1920 werd het onderdeel van Groot-Berlijn. In 1938 werd de wijk Eichkamp nog aan Grunewald toegevoegd. 
Tijdens de Holocaust werden vele Berlijnse joden gedeporteerd vanaf het treinstation. Het Mahnmal Gleis 17 is een monument dat dit gebeuren herdenkt. Na de Tweede Wereldoorlog werd veel puin uit de binnenstad in Grunewald opgestapeld, wat later de Teufelsberg zou gaan heten. 
Charlottenburg ·
Charlottenburg-Nord ·
Grunewald ·
Halensee ·
Schmargendorf ·
Westend ·
Wilmersdorf